# Medelpads runinskrifter 15

Runinskrift M 15 är en runsten som står utanför Sköns kyrka i Sköns socken och Sundsvalls kommun i Medelpad. Ytterligare en runsten är placerad vid kyrkan, nämligen M 16. Den försvunna M 17 har tidigare också funnits vid kyrkan.
Stenen av ljusgrå granit har en något säregen ornamentik med en elegant formad runorm som med svansen lägger en snara runt sin egen hals. Ormen inramar ett flätat, kristet kors. Eftersom ormen är sedd uppifrån kallas stilen för fågelperspektiv.

## Inskriften
Translitterering av runraden:
biurn : riti stain þino : aftiR : ufriþ : auk at : un sunu sino
Normalisering till runsvenska:
Biorn retti stæin þenna æftiR Ofrið ok at Un, sunu sina.
Översättning till nusvenska:
Björn reste denna sten efter Ofrid och efter Un, sina söner.
Stavningen sino för sīna finns på 12 runstenar, mot 132 stavningarna med a: sina.